# Эадвульф II

Британия в 910 году

Эадвульф II (Адульф; др.-англ. Eadwulf II, лат. Adulf; погиб в 913) — правитель (возможно, король) Нортумбрии (878—913).

## Биография
О происхождении Эадвульфа II упоминается в средневековой генеалогии одного из его потомков, графа Нортумбрии Вальтеофа. Согласно ей, Эадвульф II был сыном Этельтриты, дочери погибшего в 867 году в сражении с викингами нортумбрийского короля Эллы II. Однако здесь не упоминается о том, кто был отцом Эадвульфа II. Также историки отмечают, что генеалогия — достаточно поздний источник, свидетельства которого могут быть и недостоверными. Возможным отцом Эадвульфа II называется один из нортумбрийских правителей по имени Эгберт: вероятнее, что Эгберт I, чем сын того Эгберт II.
В средневековых хрониках сохранилось очень мало сведений о событиях, происходивших в Нортумбрии в конце IX века. Предполагается, что Эадвульф II мог унаследовать власть над Берницией после скончавшегося короля Эгберта II. В этом случае под властью Эадвульфа должны были находиться только северные области Нортумбрии, в то время как более южные земли входили в состав скандинавского королевства Йорвик. Граница между двумя королевствами проходила по реке Тайн, а резиденция Эадвульфа находилась в крепости Бомборо. Смерть короля Эгберта II в средневековых источниках датируется 878 или 888 годом, но, по мнению современных историков, скорее всего, достоверной является более ранняя дата. Первое датированное свидетельство об Эадвульфе II в нарративных источниках относится к периоду не позднее 899 или 900 года. В созданном в XII веке Симеоном Даремским жизнеописании святого Кутберта Линдисфарнского упоминается, что Эадвульф был «другом» короля Уэссекса Альфреда Великого.
Высказывается мнение о том, что в 900-е годы, опираясь на помощь уэссекского короля Эдуарда Старшего, Эадвульф II смог поставить под свой контроль и земли скандинавского Йорвика. Такой вывод делается на основании нумизматических данных. Известно, что между 905 и 910 годом в Йорке вместо монет с именами местных скандинавских правителей начали чеканиться монеты с распространённой в англосаксонской Британии легендой «Грош святого Петра». На этих монетах не упоминаются имена каких-либо правителей, что, возможно, связано с отсутствием в то время в Йорвике суверенного монарха. Возможно, что тем англосаксонским властителем, по приказу которого началось изготовление таких монет, мог быть именно Эадвульф II. Предполагается, что после мятежа йоркских скандинавов, подавленного в 910 году королём Эдуардом Старшим, южные районы Нортумбрии были непосредственно включены во владения Эадвульфа.
Подтверждением распространения власти Эадвульфа II на всю территорию Нортумбрии может служить и его титул, упоминаемый в ирландских анналах — «король северных саксов». Предшественники же Эадвульфа II в трудах средневековых авторов назывались только владельцами «земель за [рекой] Тайн» (то есть Берниции). Вероятно, что содержащиеся в средневековых источниках свидетельства о трёх годах правления Эадвульфа II, должны относиться только к периоду, когда он властвовал уже над всей Нортумбрией. В то же время в англосаксонских источниках Эадвульф II наделён только титулом «наместник Бамборо». Возможно, это должно свидетельствовать о том, что к концу жизни Эадвульф признал над собой верховную власть короля Эдуарда Старшего, получив взамен должность элдормена Берниции.
Эадвульф II погиб в 913 году. Об этом как о важном событии того времени сообщается как в хронике англосакса Этельварда, так и в источниках ирландского происхождения, таких как «Анналы Ульстера», «Анналы Клонмакнойса» и «Фрагментарные анналы Ирландии». По свидетельству средневековых хроник, Эадред, сын Риксине, вторгся во владения Эадвульфа, убил нортумбрийского правителя, захватил его жену и укрылся на землях монашеской общины Святого Кутберта в Южной Нортумбрии.
В источниках упоминается о четырёх сыновьях Эадвульфа II. Первый из них, Элдред I, унаследовал отцовские владения. Второй, Ухтред, был соправителем старшего брата. По свидетельству «Англосаксонской хроники», в 920 году они оба признали себя вассалами уэссекского короля Эдуарда Старшего. Ещё один сын Эадвульфа II, Аудульф, отождествляется с «королём северных саксов» Этельвульфом, о смерти которого в 934 году сообщается в «Анналах Клонмакнойса». Последний сын, Осульф I, упоминаемый в трактате «Нортумбрия после бриттов» (лат. De Northumbria post Britannos), вероятно являлся одним лицом с одноимённым «верховным наместником» Берниции, деятельность которого относится к 934—954 годам. Потомки Эадвульфа II правили нортумбрийскими землями вплоть до 1067 года.